# Вафаей Айюри, Хоссейн
Хоссейн Вафаей Айюри (перс. حسین وفایی‎; англ. Hossein Vafaei Ayouri; род. 14 сентября 1994) — профессиональный игрок в снукер (с 2012 года). Первый иранский снукерист Мэйн-тура.

## Биография и карьера
Родился 14 сентября 1994 года в городе Абадан.
Несколько раз пытался уехать из Ирана в Великобританию и только в феврале 2015 года получил британскую визу.
В 2009 году принял участие в своём первом международном турнире — чемпионате по снукеру среди спортсменов возраста Under-21.
Выиграл чемпионат мира по снукеру среди любителей в 2011 году и чемпионат среди снукеристов Under-21 в 2014 году. Будучи любителем установил максимальный брейк (147) на чемпионате мира по снукеру среди любителей.
Участник Азиатских игр по боевым искусствам и состязаниям в помещениях 2017 года в Ашхабаде, где в снукере завоевал золотую медаль в командном зачёте и серебряную — в личном.
Наивысшие достижения в мэйн-туре — победа на рейтинговом турнире Shoot-Out в 2022 году.
Максимальный брейк установил в 2022 году в матче со снукеристкой Ын Оньи (5:1) на турнире European Masters (квалификация).